# Assistência (Rio Claro)
Assistência é um distrito do município brasileiro de Rio Claro, que integra a Região Metropolitana de Piracicaba, no interior do estado de São Paulo 

## História

### Origem
O distrito teve origem no Bairro da Assistência, fundado em território do município de Rio Claro.

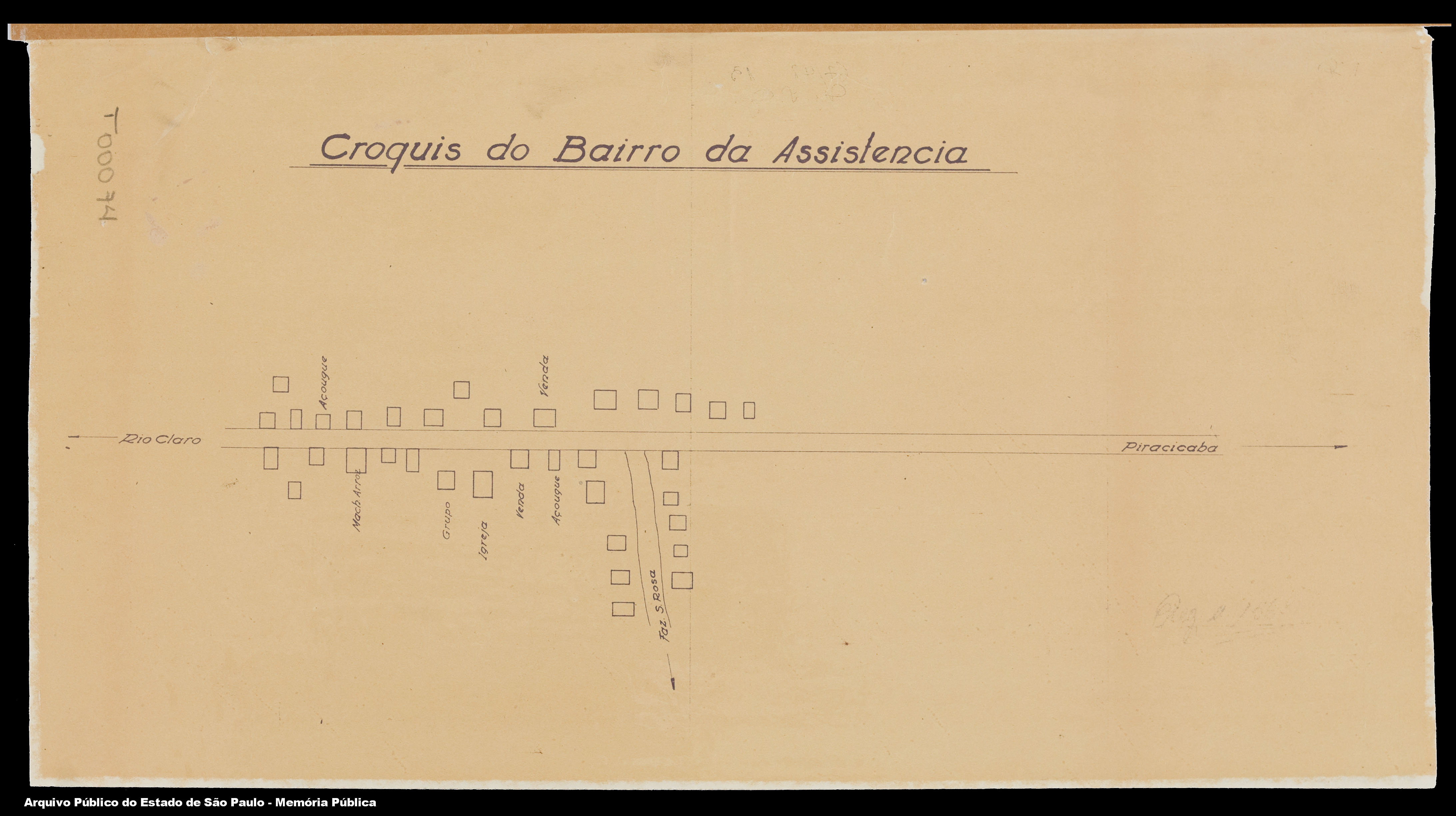
Planta da área urbana original.

### Formação administrativa
- Distrito criado pela Lei n° 233 de 24/12/1948, com o povoado de mesmo nome mais terras do distrito sede de Rio Claro[3][4].

## Geografia

### Demografia

#### População urbana
| Crescimento população urbana | Crescimento população urbana | Crescimento população urbana | Crescimento população urbana |
| Censo                        | Pop.                         |                              | %±                           |
| ---------------------------- | ---------------------------- | ---------------------------- | ---------------------------- |
| 1950                         | 176                          |                              | —                            |
| 1960                         | 143                          |                              | −18,8%                       |
| 1970                         | 196                          |                              | 37,1%                        |
| 1980                         | 256                          |                              | 30,6%                        |
| 1991                         | 539                          |                              | 110,5%                       |
| 2000                         | 776                          |                              | 44,0%                        |
| 2010                         | 1 116                        |                              | 43,8%                        |
| Fonte: IBGE e Fundação SEADE |                              |                              |                              |

#### População total
Pelo Censo 2010 (IBGE) a população total do distrito era de 1 339 habitantes.

### Área territorial
A área territorial do distrito é de 65,680 km².

### Rodovias
O distrito localiza-se às margens da Rodovia Fausto Santomauro (SP-127), entre o distrito de Tanquinho e a cidade de Rio Claro.

### Hidrografia
- Rio Corumbataí

## Serviços públicos

### Registro civil
Atualmente é feito na sede do município, pois o Cartório de Registro Civil das Pessoas Naturais do distrito foi extinto pelo  Tribunal de Justiça do Estado de São Paulo, e seu acervo foi recolhido ao cartório do distrito sede.

### Educação
- E.M. João Batista Maule[11]
- E.E. Oscar de Almeida

### Saneamento
O serviço de abastecimento de água é feito pelo Departamento Autônomo de Água e Esgoto (DAAE).

### Energia
A responsável pelo abastecimento de energia elétrica é a Neoenergia Elektro, antiga CESP.

### Telecomunicações
O distrito era atendido pela Telecomunicações de São Paulo (TELESP) através da central telefônica de Rio Claro. Em 1998 esta empresa foi vendida para a Telefônica, que em 2012 adotou a marca Vivo para suas operações.

## Atrações turísticas

### Usina-Parque Corumbataí
Patrimônio arquitetônico da Fundação Energia e Saneamento, a Usina do Corumbataí é uma das primeiras hidrelétricas do Brasil, inaugurada em 1895 no Rio Corumbataí. A usina é cercada por um parque de 44 hectares, que inclui trechos de Mata Atlântica.
A Usina do Corumbataí foi construída entre 1893 e 1895, e para abrigar as turbinas e o gerador foi erguido um edifício de pedra, que existe até hoje. Fechada por problemas técnicos após funcionar apenas por um dia, a usina iniciou sua operação definitiva em 1900. Em 1912, a Usina do Corumbataí passou para o controle de Eloy Chaves, um dos pioneiros da eletricidade no Brasil. A empresa de Chaves ampliou e modernizou a usina, até repassá-la ao governo estadual paulista em 1965.
Após sofrer uma grande inundação, a usina foi fechada em 1970. Por seu valor histórico, os equipamentos e edifícios foram restaurados e tombados. Em 1999, toda a área foi doada para o acervo da Fundação Energia e Saneamento. Em 2008 a antiga usina, recuperada, voltou a gerar energia. Atualmente é operada pela Cobbucio e Almeida Energia.

## Atividades econômicas

### Indústrias
Está instalada no distrito a Delta Porcelanato, considerada a maior e mais moderna indústria de revestimentos cerâmicos do Brasil.

## Religião
O Cristianismo se faz presente no distrito da seguinte forma:

### Igreja Católica
- A igreja faz parte da Diocese de Piracicaba[20].

### Igrejas Evangélicas
- Assembleia de Deus - O distrito possui uma congregação da Assembleia de Deus Ministério do Belém, vinculada ao Campo de Rio Claro. Por essa igreja, através de um início simples, mas sob a benção de Deus, a mensagem pentecostal chegou ao Brasil. Esta mensagem originada nos céus alcançou milhares de pessoas em todo o país, fazendo da Assembleia de Deus a maior igreja evangélica do Brasil[21][22].
- Congregação Cristã no Brasil[23].